# Cilix
Cilix és un gènere de papallones nocturnes de la subfamília Drepaninae.

## Taxonomia
Les espècies d'aquest gènere són:
- Cilix algirica
- Cilix argenta
- Cilix asiatica
- Cilix danieli
- Cilix depalpata
- Cilix filipjevi
- Cilix glaucata
- Cilix hispanica[3]
- Cilix patula
- Cilix tatsienluica